# Мандрика Віктор Полікарпович
Віктор Полікарпович Мандрика (17 червня 1951, Ківерці) — український військовик, журналіст. Капітан 2-го рангу. Головний редактор газети Флот України (1994–1998).

## Біографія
Народився 17 червня 1951 року в місті Ківерці на Волині, освіта вища, проживає в місті Севастополь Автономної Республіки Крим, пенсіонер, головний редактор газети Міністерства оборони України «Флот України» (1994–1998), член Партії «Наша Україна» (Партія «Реформи і порядок»).
Автор нагрудної відзнаки газети «Флот України» (травень 1997) створеної на честь п'ятої річниці газети «Флот України».